# أبو غريب (مدينة)
أبو غرَيب مدينة عراقية ومركز قضاء تقع في محافظة بغداد غرب العاصمة بغداد شرقي مدينة الفلوجة، وتعتبر 80% من مساحة قضاء أبي غريب عبارة عن اراضي زراعية تقطنها العشائر الكبيرة بالعراق عشائر البو حمدان والبو عامر والبوعيسى وشمر (توضيح)|زوبع]] والشعار والهيتاوين والجبور والمسارة والدليم (البو علوان والكرابلة والمحامدة) وبني تميم وبعض العشائر الأخرى، ويبلغ عدد سكان مدينة أبو غريب 189 الف نسمة حسب منظمة الأمم المتحدة عام 2003م أما قضاء أبو غريب بالكامل فيبلغ عدد سكانه حوالي 500 ألف نسمة.
قضاء أبو غريب كانت فيما سبق ضمن نطاق محافظة الأنبار إلا أنه فيما بعد تم تحويله ليصبح تابع لمحافظة بغداد عام 1990. وقد تم ضم جميع مناطق قضاء أبوغريب الجنوبية كمنطقة الزيدان إلى قضاء الفلوجة. يوجد في شمال هذا القضاء اقسام لجامعة بغداد جامعة بغداد_الهندسة الزراعية وجامعة بغداد_طب بيطري. وقد اختير هذا الموقع لهذه الاقسام نظرا لكثرة المناطق الزراعية ولكثرة تربية المواشي.

## تاريخ المدينة
يعود تاريخ تأسيس مدينة أبو غريب إلى العهد الملكي في عام 1944م، وقد تعرضت المدينة في الحرب الخليج الثانية وفي بداية أحتلال العراق في حرب الخليج الثالثة عام 2003م، لهجوم عنيف ولقصف شديد خلف عشرات من القتلى والجرحى، وكان سبب القصف للمدينة بحجة وجود أسلحة دمار شامل فيها. ويوجد قرب المدينة سجن أبو غريب وهو الذي أشتهر عالميا بفضيحة التعذيب للسجناء العراقيين من قبل جنود الأحتلال الأمريكي.العشائر الرئيسية في أبو غريب هم البوعامر وبني تميم وزوبع وباقي العشائر هم احلاف أو سكنوا فرادا في هذه المنطقة طلبا للعيش والعمل فيها. واما موقف عشائر أبو غريب من جانب الاحتلال البريطاني لا يغيب عن الجميع هناك من قاوم الاحتلال الإنكليزي من العشائر زوبع متمثله بالشيخ ضاري أبو سليمان وبني تميم متمثلة بالشيخ سلمان كاظم الاسود شيخ بني تميم في أبو غريب ولا يغيب عن الخاطر ان عشائر أبو غريب رغم تنوعها العشائري والعقائدي هناك بينهم علاقة مصاهرة قوية ولا يبالون للمعتقد المذهبي الا هناك بعض الشرذمة دعاة الطائفية ولكن أهل الفضيلة باقون على اخلاقهم ووطنيتهم تملك أبو غريب اقتصاديا الجانب الزراعي والصناعي معا وان ان كان قد تعاني الزراة الآن من صعوبة لشحة المياه والصناعة من توقف معاملها ومصانعها نتيجة سلبية السياسة الاقتصادية.

## مناطق قضاء ابوغريب
- أبو غريب (189 ألف)
- النصر والسلام (150 ألف)
- البسود.. شيخ سلمان الكاظم الاسود
- الرباكات الشيخ عبد الحسين احمد الورد
- البو مريميطه
- العويسات ومنطقة السكلات (كانت حي تميم سابقا واستحدثت هذه التسمية في 1980)عند استلام صدام حسين للسلطة
- خرنابات
- عرب جلوب (بيت جلوب)
- الدور
- القرية الذهب الابيض
- حي الزيتون
- الجريبه الشيخ حميد أبو طلال
- الحصوة
- منطقة حميد شعبان ومقاطعه 16 هكتريا وشعار
- حي غواص
- الحمدانية وتضم الحمدانية الأولى والثانية وتضم بيت ومضيف الشيخ ناجي صالح المحل